# Somontín (kommun)
Somontín är en kommun i Spanien.   Den ligger i provinsen Provincia de Almería och regionen Andalusien, i den södra delen av landet, 400 km söder om huvudstaden Madrid. Antalet invånare är 525. Arean är 19,0 kvadratkilometer.
Terrängen i Somontín är kuperad söderut, men norrut är den platt.